# Wang Yue
Wang Yue, chiń. 王玥, pinyin Wáng Yuè (ur. 31 marca 1987 w Taiyuan) – chiński szachista, arcymistrz od 2004 roku.

## Kariera szachowa
W 1999 zwyciężył w Oropesa del Mar w mistrzostwach świata juniorów do lat 12. W 2003 zajął III miejsce (za Klausem Bischoffem i Lwem Gutmanem) w otwartym turnieju w Bad Zwesten. W 2005 zajął III miejsce (za Pentalą Harikrishną i Aleksandrem Motylowem, a przed Bu Xiangzhi, Ni Hua i Siergiejem Kariakinem) w silnie obsadzonym turnieju Sanjin Hotel Cup w Tiayuan oraz wystąpił w pucharze świata, w I rundzie pokonując Karena Asriana, ale w II przegrywając z Ilią Smirinem. W 2007 podzielił II miejsce (za Jewgienijem Aleksiejewem, a wraz z m.in. Dmitrijem Jakowienką) w jednym z najsilniejszych otwartych turniejów na świecie Aerofłot Open w Moskwie oraz podzielił I miejsca w openach w Cappelle-la-Grande i na Filipinach. W 2008 podzielił I m. (wspólnie z Wang Hao i Hannesem Stefánssonem) w Reykjavíku oraz zwyciężył (wspólnie z Vüqarem Həşimovem i Magnusem Carlsenem) w I turnieju FIDE Grand Prix 2008/2009 w Baku. W 2010 zdobył w Zurychu tytuł mistrza świata studentów, natomiast na przełomie lat 2011 i 2012 zwyciężył w cyklicznym turnieju w Hastings.
Wielokrotnie startował w finałach indywidualnych mistrzostw Chin, dwukrotnie (2005, 2013) zdobywając złote medale.
Wielokrotnie reprezentował Chiny w turniejach drużynowych, między innymi:
- sześciokrotnie na olimpiadach szachowych (w latach 2004, 2006, 2008, 2010, 2012, 2014); czterokrotny medalista: wspólnie z drużyną złoty (2014) i srebrny (2006) oraz indywidualnie złoty (2006 – na IV szachownicy) i brązowy (2006 – za wynik rankingowy)[6]
- dwukrotnie na drużynowych mistrzostwach świata (w latach 2011, 2013); czterokrotny medalista: wspólnie z drużyną dwukrotnie srebrny (2011, 2013) oraz indywidualnie złoty (2011 – na II szachownicy) i brązowy (2013 – na III szachownicy)[7]
- dwukrotnie na drużynowych mistrzostwach Azji (w latach 2008, 2012); trzykrotny medalista: wspólnie z drużyną dwukrotnie złoty (2008, 2012) oraz indywidualnie srebrny (2012 – na II szachownicy)[8]
- dwukrotnie na igrzyskach azjatyckich (w latach 2006, 2010); dwukrotny medalista: wspólnie z drużyną złoty (2010) oraz indywidualnie srebrny (2006)[9]
- na halowych igrzyskach azjatyckich (w roku 2009); medalista: wspólnie z drużyną złoty (2009)[10]
- dwukrotnie na olimpiadach szachowych juniorów do 16 lat (w latach 2000, 2002); medalista: wspólnie z drużyną złoty (2002)[11][12].

Jako pierwszy szachista chiński przekroczył barierę 2700 punktów rankingowych, uzyskując 1 października 2007 wynik 2703 punktów. Najwyższy wynik rankingowy w dotychczasowej karierze osiągnął 1 listopada 2010; mając 2756 punktów, zajął wówczas 10. miejsce na światowej liście FIDE.